# Monastero di Chrisoskalitissa
Il monastero di Chrisoskalitissa  (in greco Μονή Χρυσοσκαλιτίσσης), è un monastero greco-ortodosso nell'isola greca di Creta; è dedicato alla Santa Trinità e alla Dormizione di Maria.

## Storia

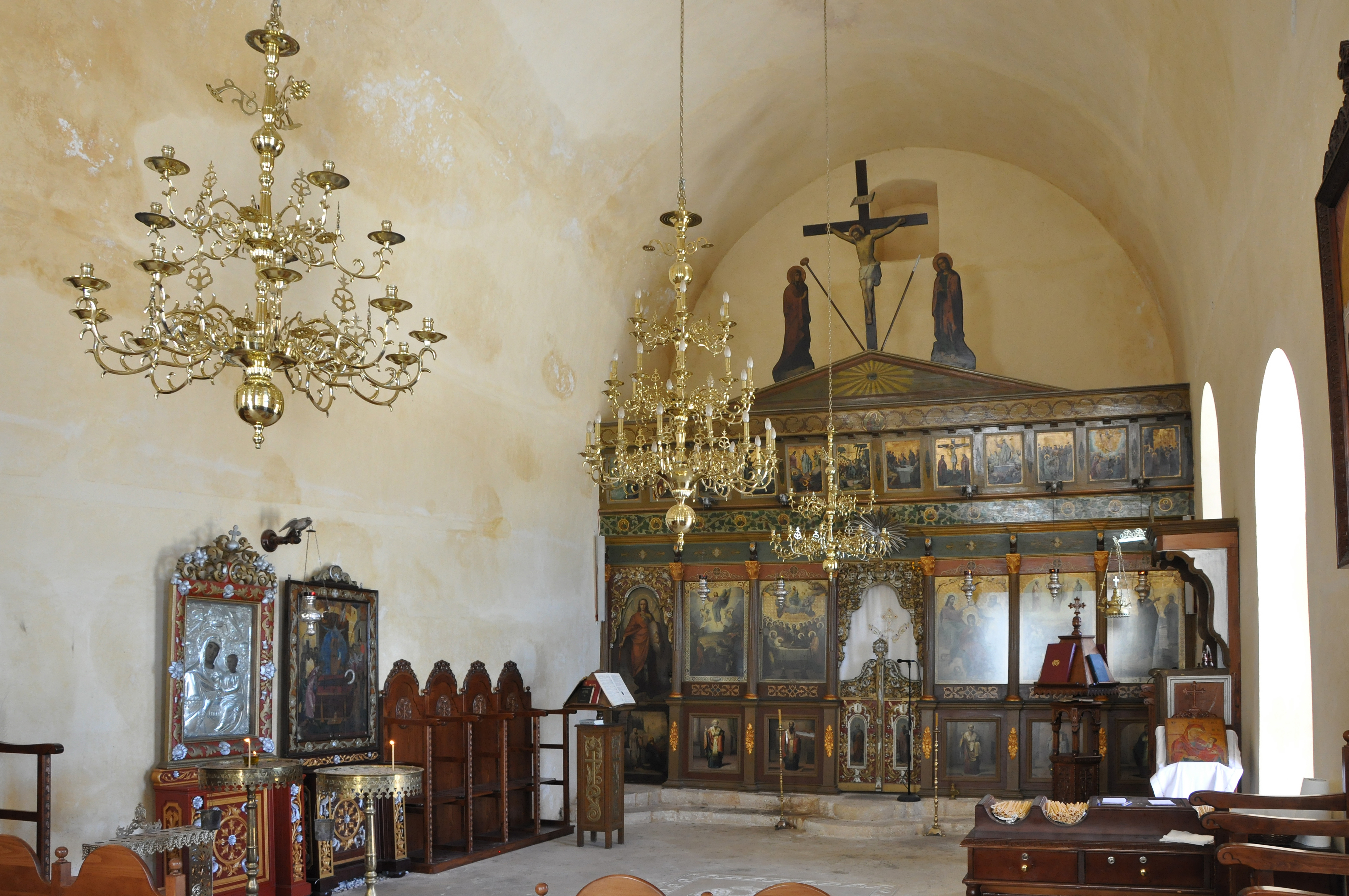
Interno della chiesa

L'area costiera attorno al promontorio dove oggi sorge il monastero è caratterizzata da alcune piccole insenature che in periodo preistorico e protostorico rappresentavano il punto di accesso più agevole all'isola per i naviganti provenienti da ovest Gli archeologi vi hanno rinvenuto le tracce di insediamenti risalenti al tardo Neolitico e al periodo più antico della Civiltà minoica.

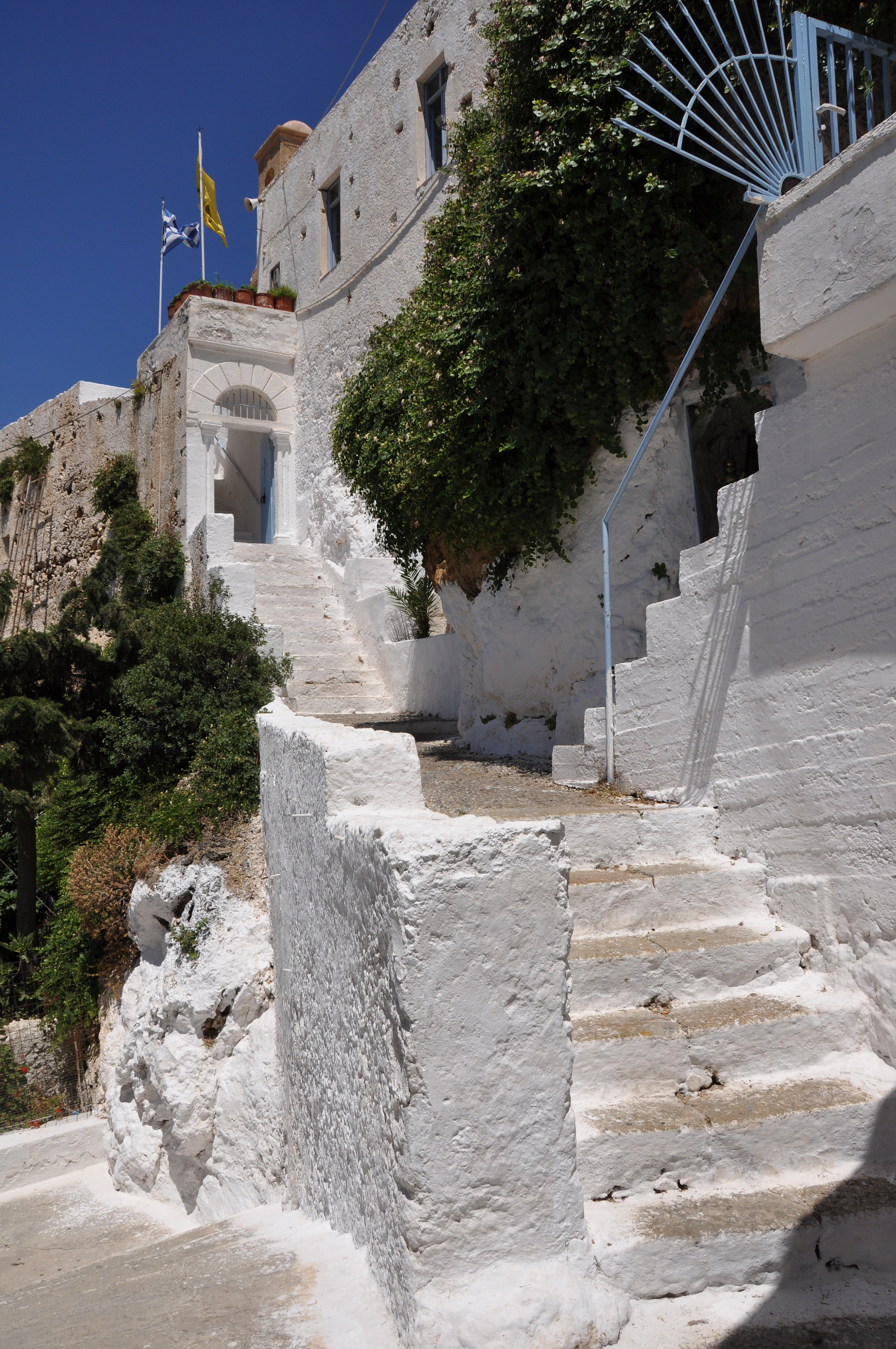
La scalinata d'accesso

Secondo la tradizione locale il nome del monastero deriverebbe da uno dei novanta gradini che danno accesso all'edificio, che viene detto d'oro, ("chryso" in greco), per cui il nome risulterebbe in italiano monastero del gradino d'oro. Il gradino secondo la tradizione può essere visto solo dai cristiani veramente devoti. 
La data esatta di fondazione del monastero non è nota con precisione. Nel 1637 viene citato in una rilevazione censuaria veneziana ma già nel XIII secolo sul posto era presente una piccola chiesa ospitata in una grotta. Nel 1824, secondo una leggenda, il monastero sarebbe stato salvato da un'azione di rappresaglia delle truppe ottomane da uno sciame di api che occupava una cavità rocciosa del promontorio. Nel 1855 il vecchio monastero viene rinnovato con la costruzione di nuove celle monastiche e di una foresteria. Nel 1894 al di sopra dell'antica chiesa rupestre, che viene demolita, viene costruita la chiesa attuale. Nel febbraio del 1907 nel tratto di mare di fronte al monastero naufraga la nave austriaca Imperatrix; i monaci prestano soccorso ai naufraghi salvandone molti dall'affogamento; alla fine le vittime saranno 38 e i superstiti 102. Nel corso della seconda guerra mondiale il monastero, che era nel frattempo stato trasformato in convento femminile, viene trasformato in un posto di guardia delle truppe di occupazione tedesche.

## Caratteristiche

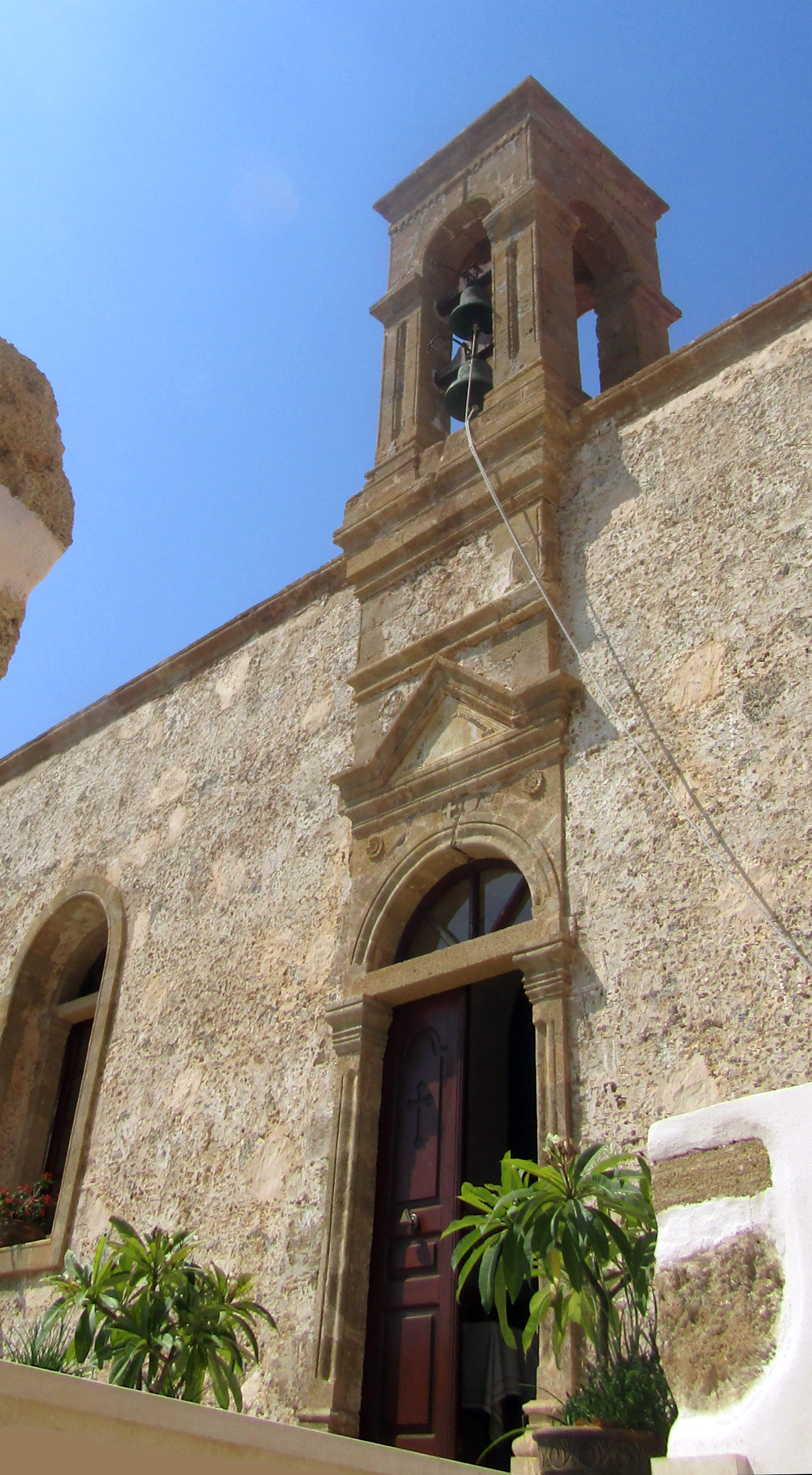
Il campanile

Il monastero si trova su un promontorio nella parte sud-occidentale delle coste cretesi. Amministrativamente appartiene al comune di Innachori, a circa 72 km da Chania. È costruito su un rilievo roccioso che domina da circa 35 metri di altezza il Mare Libico.
È dedicato alla Santa Trinità ("Aghia Triada") e alla Dormizione di Maria ("Koimisis Theotokou"). Caratteristico per le proprie mura imbiancate la sua chiesa monastica, a navata unica e che si affaccia su una panoramica balconata, ospita un'antichissima icona mariana. Il complesso comprende anche un piccolo museo che espone principalmente icone e oggetti liturgici.